# Wilbarger County
Wilbarger County je okres ve státě Texas v USA. K roku 2010 zde žilo 13 535 obyvatel. Správním městem okresu je Vernon. Celková rozloha okresu činí 2 533 km².